# Pseudochoeromorpha vagemarmorata
Pseudochoeromorpha vagemarmorata är en skalbaggsart som beskrevs av Stefan von Breuning 1961. Pseudochoeromorpha vagemarmorata ingår i släktet Pseudochoeromorpha och familjen långhorningar. Inga underarter finns listade i Catalogue of Life.